# Opisthotropis spenceri
Opisthotropis spenceri är en ormart som beskrevs av Smith 1918. Opisthotropis spenceri ingår i släktet Opisthotropis och familjen snokar. Inga underarter finns listade i Catalogue of Life.
Denna orm förekommer endemisk i provinsen Lampang i norra Thailand. Antagligen lever den liksom andra släktmedlemmar i skogar nära vattendrag. Honor lägger ägg.
Arten var fram till 2011 endast känd från två exemplar. Troligtvis hotas beståndet av skogsröjningar samt av vattenföroreningar. IUCN kategoriserar arten globalt som otillräckligt studerad.